# LOL - Il tempo dell'amore
LOL - Il tempo dell'amore (LOL (Laughing Out Loud)) è un film del 2008 diretto da Lisa Azuelos.
Le protagoniste sono Christa Théret e Sophie Marceau.

## Trama
Lola è una ragazza di sedici anni che vive a Parigi con la madre Anne, divorziata, e con i suoi due fratellini. Dopo la lunga estate non vede l'ora di tornare a scuola per rivedere i suoi amici e il suo fidanzato Arthur. Questa felicità nel rivedere tutti quanti, e soprattutto il ragazzo, ben presto però si trasforma in una grande tristezza poiché Arthur le confessa che durante l'estate l'ha tradita, ponendo fine alla loro storia. A sostenere e a consolare Lola ci sono le sue migliori amiche Charlotte e Stephane e il suo migliore amico Maël. 
Quest'ultimo e Lola iniziano a frequentarsi molto spesso e con il tempo sboccia un rapporto che diventa molto più di una sola amicizia. Contemporaneamente a questi avvenimenti la mamma di Lola conosce un uomo di nome Lucas, ispettore del nucleo antidroga della polizia di Parigi.
Dopo qualche tempo tra i due ragazzi nascono le prime gelosie e le prime litigate. Lola, pensando di aver sentito Maël fare l'amore in bagno con un'altra ragazza, lo lascia. In realtà in quel bagno non c'era Maël, ma la sua amica Charlotte con un ragazzo della scuola di nome Paul-Henri. Lola e Maël non si parlano finché, durante una gita scolastica a Londra, Charlotte non le rivela la verità. Venuta a conoscenza dei fatti, Lola si riappacifica con Maël.
Intanto in Francia la madre della protagonista, trovando il diario segreto della figlia, non resiste alla tentazione di aprirlo e lo legge, per poi pentirsi e confessare tutto alla figlia una volta tornata dalla gita. Furiosa, Lola decide di andare a vivere dal padre, ma dopo pochi giorni, nonostante la rabbia che provava nei confronti della madre, di cui nel frattempo ha nostalgia, decide di tornare a casa. Le due si riappacificano, Lola e Maël vivono serenamente la loro storia d'amore e la madre continua la sua relazione con Lucas, felice di concedersi un'altra possibilità per una vita felice.

## Colonna sonora
1. Little Sister - Jean-Philippe Verdin (3:32)
2. Alright - Supergrass (3:00)
3. J'suis au maximum - Jérémy Kapone & Lise Lamétrie (0:07)
4. Dreamers - Jean-Philippe Verdin (3:41)
5. Here to Stay - Kate Stables (3:10)
6. First Day of My Life - Bright Eyes (3:03)
7. On the Road to Splifftown - Jean-Philippe Verdin (0:28)
8. L'euthanasie - Christa Théret (0:12)
9. Lola - Jean-Philippe Verdin (3:21)
10. Last Night Jade - Rose Parker (0:05)
11. Are U Gonna Dance? - Junesex (2:52)
12. Tamaget au Baconnet - Félix Moati (0:06)
13. Exil - Kaponz & Spinoza (4:18)
14. Not to Love You - Declan de Barra & Maïdi Roth (3:27)
15. Everybody's Got to Learn Sometime - Jean-Philippe Verdin (4:32)
16. Little Sister (Acoustic) - Jean-Philippe Verdin (3:20)

Anche altre canzoni sono state utilizzate nel film, ma non compaiono nella colonna sonora ufficiale:
- Do You Want To Know A Secret - The Beatles Feat Giovanni Gianola
- You Can't Always Get What You Want - Rolling Stones
- Girls & Boys - Blur
- Somewhere Only We Know - Keane
- Sympathique - Pink Martini
- L'Amour comme à 16 ans - Marie Laforêt

## Remake
Il 4 maggio 2012 è stato distribuito negli USA, LOL - Pazza del mio migliore amico, remake di produzione statunitense diretto nuovamente da Lisa Azuelos ed interpretato da Demi Moore e Miley Cyrus. Il film è uscito in Italia il 17 agosto 2012.